# František Váhala
František Váhala (29. ledna 1911, Jičina – 29. prosince 1974, Nový Jičín) byl český filolog, bohemista a egyptolog, který v letech 1971 – 1974 vedl Československý egyptologický ústav.

## Život
Narodil se v malé obci Jičina, dnes administrativní součásti městyse Starý Jičín. Pocházel z chudé a početné rodiny zemědělského dělníka, měl pět sourozenců. Po maturitě na reálném gymnáziu v Novém Jičíně odešel studovat na univerzitu do Brna obor češtinu a němčinu. Po ukončení studia vyučoval češtině a němčině na různých středních školách.

### Bohemistika
Po válce nastoupil do Ústavu pro jazyk český, kde se poté stal vedoucím oddělení pro současný spisovný jazyk. Zajímal se o otázky jazykové kultury a o jazykovou a stylovou stránku publicistických textů a projevů, byl členem pravopisné komise při Vědeckém kolegiu jazykovědy ČSAV, ortoepické komise Ústavu pro jazyk český a redakční rady časopisu Naše řeč, spolupracoval při vydávání Slovníku spisovného jazyka českého a Pravidel českého pravopisu z roku 1957, vedl jazykový koutek Československého rozhlasu. V debatě před vydáním nových pravidel pravopisu v roce 1957 odmítal radikální reformy.
Jako bohemista připravil k vydání (úpravou textu a doplněním komentářů) zejména několik děl Boženy Němcové (Babička, Pohorská vesnice, Slovenské pohádky a pověsti), opakovaně spoluredigoval knižní sborníky Jazykového koutku Československého rozhlasu, autorsky se podílel na příručkách a učebnicích jako Kapitoly z praktické stylistiky (hlavní autor František Daneš, 1957), Píšeme podle nových pravidel (1958). V roce 1966 byl hlavním autorem monografie Žurnalistika : jazyk a styl v edici Sešity novináře.

### Egyptologie
Egyptologii začal studovat po druhé světové válce v Praze. Navštěvoval na Filozofické fakultě Univerzity Karlovy jako mimořádný posluchač přednášky Jaroslava Černého a Františka Lexy, později i přednášky Zbyňka Žáby, a to při svém plném zaměstnání v Ústavu pro jazyk český. Egyptologie byla jeho životním snem již od chlapeckých let, a proto se jí v šedesátých letech začal věnovat na plný úvazek.
1. října 1962 se stal členem Československého egyptologického ústavu UK.
Při záchranných výzkumech Československého egyptologického ústavu v Núbii v letech 1964 a 1965 dokumentoval skalní kresby a nápisy a vedl výzkum na pohřebištích ve Wádí Qitně a v Kalábši.V letech 1968, 1970 a 1974 se zúčastnil expedic do Abúsíru, které prováděly výzkum Ptahšepsesovy mastaby.
V roce 1971 byl jmenován vedoucím Československého egyptologického ústavu, který vedl až do své smrti v roce 1974.
Ve svých pracích se zabýval především studiem skalních kreseb na území Dolní Núbie, jejich tematikou a historickou interpretací.
Začátkem června 1974 dokončil jeden z dalších výzkumů v Egyptě, avšak po návratu do vlasti se u něj projevila závažná nemoc. Dokud mu to dovoloval zdravotní stav, zpracovával záznamy ze svých poslední výzkumů. Zemřel dne 29. prosince 1974  na plicním oddělení nemocnice v Novém Jičíně. Pohřben je ve Starém Jičíně.